# Emmanuel Carvallo
Emmanuel Carvallo (Narbonne, 1856 – 1945) foi um físico francês.
Carvallo estudou a partir de 1877 na École polytechnique, assim como seus irmãos Joseph e Julien. Obteve um doutorado em 1890 na Sorbonne, com uma tese sobre óptica teórica, orientado por Henri Poincaré. No mesmo ano foi examinador de mecânica na École polytechnique. Ministrou cursos sobre eletricidade na École pratique d’électricité industrielle e foi de 1909 a 1920 directeur d'études na École polytechnique.
em 1897 pesquisou a estabilidade de bicicletas (independentemente de Francis John Welsh Whipple 1899 em Cambridge). Em 1934 publicou um livro no qual declara que a teoria da relatividade seria experimentalmente refutada.
Carvallo foi um colaborador da edição francesa da Encyklopädie der mathematischen Wissenschaften. Em 1904 foi presidente da Société Mathématique de France.

## Obras
- Traité de mécanique à l'usage des élèves de mathématiques élémentaires. Nony, Paris 1893, Archive.
- Méthode pratique pour la résolution numérique complète des équations algébriques et transcendantes. Nony, Paris 1896, Archive.